# Rhodopentas parvifolia
Rhodopentas parvifolia är en måreväxtart som först beskrevs av William Philip Hiern, och fick sitt nu gällande namn av Jesper Kårehed och Birgitta Bremer. Rhodopentas parvifolia ingår i släktet Rhodopentas och familjen måreväxter. Inga underarter finns listade i Catalogue of Life.